# Bataille de Koursk
Pour les articles homonymes, voir Koursk (homonymie).
Ne doit pas être confondu avec Offensive dans l'oblast de Koursk.
Seconde Guerre mondiale
Batailles
Front de l’Est

Prémices :
- Campagne de Pologne
- Guerre d’Hiver

Guerre germano-soviétique :
- 1941 : L'invasion de l'URSS

- Opération Barbarossa

Front nord : 
- Guerre de Continuation
- Opération Silberfuchs
- Siège de Léningrad

Front central : 
- 2e bataille de Brest-Litovsk
- Bataille de Białystok–Minsk
- 1re bataille de Smolensk
- Bataille de Kiev

Front sud : 
- Siège d'Odessa
- Campagne de Crimée

- 1941-1942 : La contre-offensive soviétique

Front nord : 
- Poche de Demiansk
- Poche de Kholm

Front central : 
- Bataille de Moscou

Front sud : 
- Seconde bataille de Kharkov

- 1942-1943 : De Fall Blau à 3e Kharkov

Front nord : 
- Offensive de Siniavino
- Opération Iskra
- Bataille de Krasny Bor
- Opération Poliarnaïa Zvezda

Front central : 
- Opération Mars

Front sud : 
- Bataille du Caucase (opération Fall Blau)
- Bataille de Stalingrad
- Opération Uranus
- Opération Saturne
- Offensive d'Ostrogojsk-Rossoch
- Offensive de Voronej-Kastornoe
- Opération Gallop
- Opération Étoile
- Troisième bataille de Kharkov

- 1943-1944 : Libération de l'Ukraine et de la Biélorussie

Front central : 
- 2e bataille de Smolensk
- Opération Bagration

Front sud : 
- Bataille de Koursk
- Bataille du Dniepr
- Offensive Dniepr-Carpates
- Offensive de Crimée
- Offensive de Lvov-Sandomir

- 1944-1945 : Campagnes d'Europe centrale et d'Allemagne

Allemagne : 
- Offensive Vistule-Oder
- Offensive de Poméranie orientale
- Siège de Breslau
- Offensive de Prusse-Orientale
- Bataille de Königsberg
- Bataille de Seelow
- Bataille de Bautzen
- Bataille de Berlin
- Capitulation allemande

Front nord et Finlande : 
- Guerre de Laponie
- Offensive Leningrad-Novgorod
- Bataille de Narva

Europe orientale : 
- Opération Margarethe
- Insurrection de Varsovie
- Soulèvement national slovaque
- Opération Panzerfaust
- Bataille de Budapest
- Opération Frühlingserwachen
- Offensive de Vienne
- Insurrection de Prague
- Offensive de Prague
- Bataille de Slivice

Front d’Europe de l’Ouest

Campagnes d'Afrique, du Moyen-Orient et de Méditerranée

Bataille de l’Atlantique

Guerre du Pacifique

Guerre sino-japonaise

Théâtre américain
La bataille de Koursk oppose du 5 juillet au 23 août 1943 les forces allemandes aux forces soviétiques dans le Sud-Ouest de la Russie, sur un immense saillant de 23 000 km2 au Nord de l'Ukraine, entre Orel au nord et Belgorod au sud. Il s'agit de la plus grande bataille de chars de l'Histoire,.
Alors qu'il est communément admis que la bataille de Stalingrad représente le véritable tournant de la Seconde Guerre mondiale en Europe, le « début de la fin » pour la Wehrmacht et la mise en route de l'avancée irrésistible du « rouleau compresseur » soviétique jusqu'à Berlin, la bataille de Koursk n'est perçue comme un tournant dans le conflit qu'à partir des années 1950, alors que Khrouchtchev, membre du conseil de guerre du front de Voronej pendant la bataille, exerce un certain nombre de responsabilités en URSS. De plus, cette bataille nuance la thèse du rouleau compresseur soviétique jusqu'à Berlin : le premier semestre de l'année 1943 constitue en fait sur le front russe une phase d'équilibre, de récupération et de préparation à l'ultime tentative du Troisième Reich de reprendre l'initiative contre l'Armée rouge après ses échecs successifs devant Moscou et Stalingrad.
Pour l'Oberkommando der Wehrmacht (OKW), le haut-commandement de la Wehrmacht, son nom de code est opération Citadelle. Elle va se solder par un nouvel échec pour le Reich. Trois armées allemandes regroupant 900 000 hommes soit 50 divisions dont 19 blindées et motorisées (plus 20 divisions de réserve), 10 000 canons et mortiers, plus de 2 000 avions et 2 700 chars se lancent à l’assaut de deux armées blindées soviétiques épaulées de 4 corps blindés comptant 3 300 chars et d’une armée d’infanterie regroupant 1,337 million d’hommes, 19 300 canons et mortiers ; soit au total deux millions de combattants soviétiques sur un front long de 270 km. Le Reich y engage 2 000 avions dont les 1 800 avions des IVe et VIe flottes aériennes et plus de 50 % de ses blindés disponibles. Le général Erfurth ira même jusqu'à déclarer que « tout le potentiel offensif que l'Allemagne avait pu rassembler fut jeté dans l'opération Citadelle. ».
Bien qu'y ayant engagé l’essentiel et le meilleur de ses forces disponibles, la Wehrmacht se heurte à une défense soviétique solide, bien organisée et opiniâtre qu'elle ne parvient pas à percer malgré l'ampleur considérable des moyens engagés. C'est essentiellement la profondeur (trois lignes de défense, champs de mines), la longue préparation, réalisée très en avance (tranchées, fossés anti-chars, semi-enterrement de nombreux blindés...) et la mise à disposition d'importantes réserves (qui furent utilisées, par exemple tanks) à l'arrière - et non la simple supériorité numérique en un point donné - qui expliquent l'efficacité de la résistance soviétique. L'armée allemande subit de lourdes pertes. L'Armée rouge, malgré des pertes beaucoup plus importantes (le ratio est d'1 pour 6 en faveur des Allemands), dispose de réserves stratégiques et lance deux contre-offensives de part et d'autre du saillant de Koursk, l’opération Koutouzov et l’opération Rumyantsev. Ces contre-attaques rejettent la Wehrmacht sur ses lignes de départ et permettent la libération de deux villes stratégiquement importantes, Orel et Kharkov.
L'issue de cet affrontement gigantesque fut, par la suite, exagérée par la propagande soviétique et minorée par la propagande nazie.
Après cette bataille, à laquelle s'ajoute l'ouverture au même moment d'un second front en Italie, la défaite de l'Allemagne dans le conflit semble inéluctable.
La suite confirme cette impression : après cette défaite, la Wehrmacht ne parvint plus à reprendre l'offensive sur le front de l'Est. Elle subit dès lors une poussée continue, ralentie par des succès partiels et temporaires, qui aboutit à la reconquête du territoire soviétique sous occupation nazie, à la traversée de la Pologne par l'Armée rouge et enfin à la prise de Berlin.

## Situation

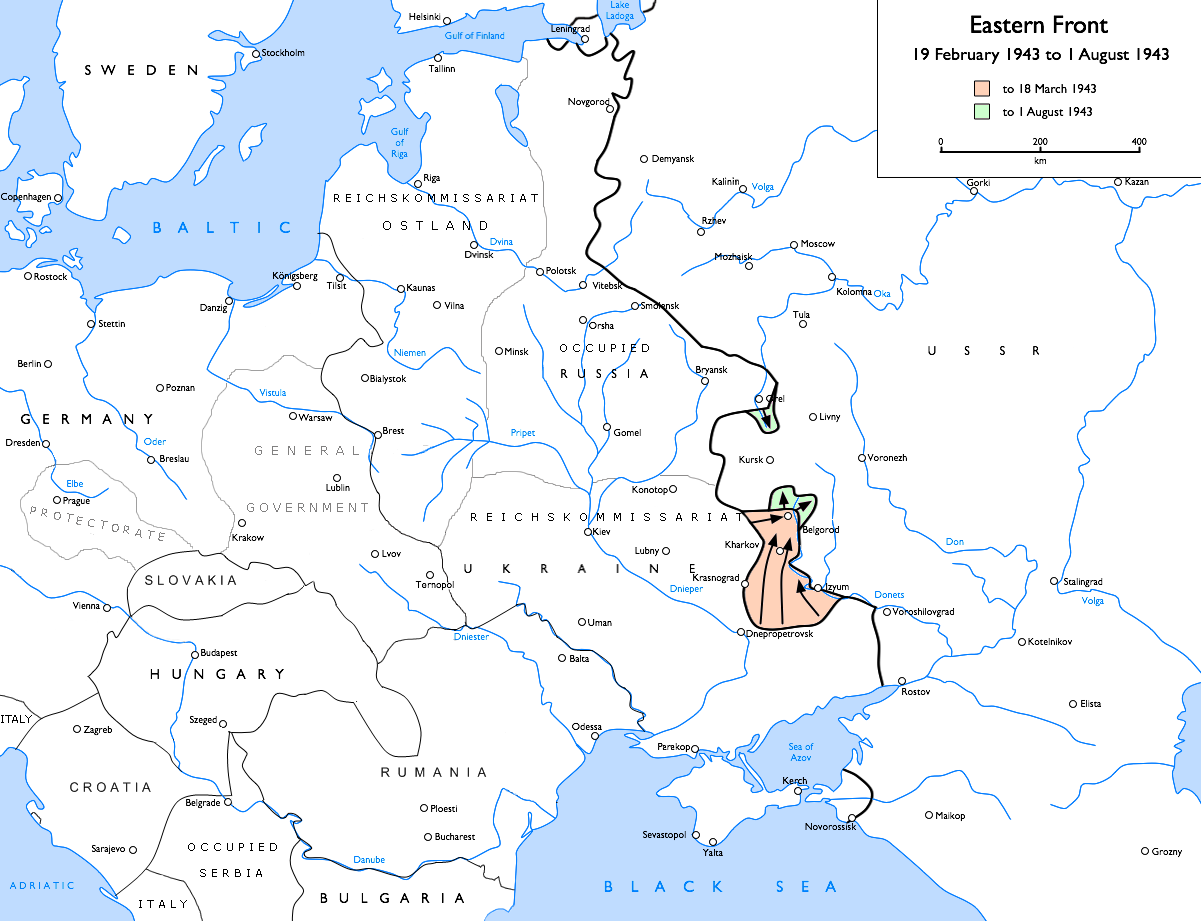
Le front de l'Est au moment de la bataille de Koursk.
jusqu'au 18 mars 1943 : destruction d'une première percée soviétique qui finit avec la troisième bataille de Kharkov
jusqu'au 1er août 1943 : avancée allemande sur Koursk

La guerre à l'est vient d'entrer dans sa troisième année. Les deux précédentes ont été marquées par le même schéma : une offensive des forces de l'Axe pendant la belle saison, durant laquelle les Allemands peuvent exploiter la supériorité tactique de leurs forces, plus capables de mettre en œuvre la coordination nécessaire entre les différentes armes, pour réaliser les opérations connues sous le nom de Blitzkrieg. Les Soviétiques, moins mobiles, se retrouvent alors obligés de céder du terrain pour gagner du temps et constituer des réserves, en attendant que l'offensive allemande marque le pas avec l'arrivée de l'hiver. Des conditions climatiques rigoureuses et l'état des routes réduisent l'avantage tactique des Allemands en termes de mobilité. L'Armée rouge peut alors ralentir ou bloquer la progression de l'invasion allemande et passer à son tour à l'offensive en profitant des qualités combattantes de son infanterie. L'année 1941 est catastrophique pour l'Armée rouge, mal organisée, mal commandée, et prise au dépourvu par la déferlante de l'attaque allemande. Pour ces raisons, elle subit pendant l'été 1941 des pertes colossales lors de l'opération Barbarossa. Mais, contrairement aux prévisions des dirigeants allemands, elle ne s'effondre pas et, renforcée par des troupes d'Extrême-Orient, elle parvient à enrayer l'attaque allemande lors de la bataille de Moscou, passant à la contre-offensive. Cependant, mal dirigée et trop ambitieuse, celle-ci s'enlise assez rapidement et provoque de lourdes pertes, donnant à l'armée allemande la possibilité d'attaquer de nouveau au printemps 1942.
Les Allemands choisissent de mener une offensive plus localisée que l'année précédente, en concentrant leurs forces sur le sud du front, pour y emporter la décision, et en restant sur la défensive sur le reste du front évitant la direction générale de Moscou où attend le plus gros des forces soviétiques. L'avancée en territoire soviétique est considérable en 1942 du fait de la surprise initiale de l'invasion de juin. Mais, par rapport à 1941, les pertes soviétiques sont moindres. La Stavka peut repositionner ses forces avant d'anéantir une armée allemande au complet, la VIe commandée par l'éphémère Feldmarschall Paulus, lui-même fait prisonnier lors de la bataille de Stalingrad. Tous les gains allemands de l'été sont reconquis et la VIe armée doit capituler. Mais cette victoire soviétique est suivie d'une contre-offensive généralisée qui, là encore, pèche par excès d'optimisme. En effet, la Stavka veut aller plus loin, en enfermant les forces en cours de repli du Caucase et en attaquant le groupe d'armées Centre. Les troupes soviétiques sont poussées en avant, sans considération de l'épuisement des unités et des difficultés logistiques. Habilement, Erich von Manstein profite de l'occasion et après avoir économisé ses forces en raccourcissant son front, contre-attaque dans la région de Kharkov, infligeant à l'Armée rouge une sévère défaite en février et mars 1943 (troisième bataille de Kharkov). Avec l'arrivée de la saison des mauvaises routes, la raspoutitsa, le front se stabilise alors sur une ligne partant de Leningrad au nord jusqu'à Rostov au sud. Au centre se trouve un profond saillant de 200 km de largeur et de 150 km de profondeur, entre la position avancée allemande d'Orel au nord et la prise récente de Manstein, Kharkov, au sud. Les deux états-majors sont alors très divisés sur l'opportunité d'une attaque et sur la localisation de celle-ci.

### Plans et préparatifs allemands

Plan d'attaque allemand.

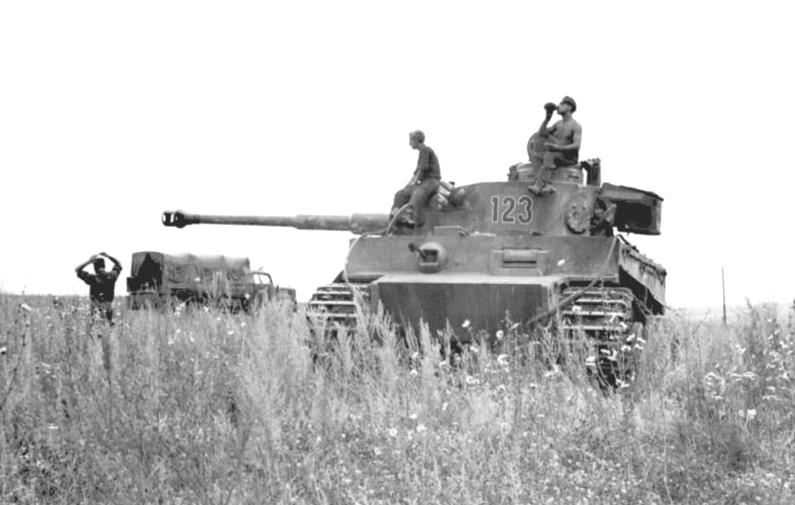
Panzer VI « Tiger I », 1943 en Russie.

Le commandement allemand est conscient, après l'échec de la bataille de Moscou et le désastre de Stalingrad, qu'une victoire militaire globale sur l'Union soviétique est désormais impossible compte tenu de l'ampleur des pertes du Troisième Reich sur le front soviétique depuis juin 1941, les effectifs de la Wehrmacht ne pouvant désormais plus y suffire. Par ailleurs, l'effet de surprise de l'invasion de juin 1941 a disparu, et portée par la mobilisation totale de la « Grande Guerre patriotique », l'industrie de guerre soviétique ne cesse de monter en puissance. Il convient désormais d'économiser des troupes et de gagner du temps, en espérant forcer l'un ou l'autre des Alliés à une paix séparée. À l'est, on décide de s'inspirer de la construction de la ligne Hindenburg sur le front de l'Ouest de 1918 et on commence la construction d'une série d'ouvrages défensifs connue en tant que ligne Panther-Wotan, où la Wehrmacht va se retrancher jusqu'à la fin de l'année 1943. Cependant, compte tenu du potentiel militaire soviétique qui ne cesse de se développer depuis 1941, le front se prête mal à une stratégie défensive de longue haleine, et il est nécessaire de rectifier ce front, dès que la météo permettra de nouveau les opérations mobiles.
L'historien Roman Töppel, s'appuyant sur les archives militaires, liste cinq objectifs stratégiques à cette opération :
1. encercler les armées soviétiques en position dans la région de Koursk,
2. réduire la longueur de la ligne de front et dégager des réserves militaires,
3. démontrer au monde l'invincibilité de la Wehrmacht, en tous cas dans les conditions climatiques de l'été,
4. en gagnant du territoire, soumettre la population à l'équivalent du STO et ainsi renforcer l'économie allemande,
5. casser le potentiel offensif de l'armée soviétique avant l'hiver 1943.

Des débats de fond agitent l'état-major allemand, autour de la priorité qui doit commander la future offensive : la puissance ou le temps, - soit privilégier une attaque différée avec de nouveaux chars lourds 
- soit opérer une attaque rapide avec les chars en service depuis plusieurs années.
Erich von Manstein est partisan d'une attaque rapide en direction de Koursk, dès que le temps le permettra. Il veut surprendre et détruire les nombreuses forces soviétiques présentes dans le saillant du même nom, car ce sont les troupes qui ont le plus souffert lors des derniers mois, avant que celles-ci n'aient le temps de consolider leurs positions. Cette avancée soviétique sur le front ennemi, à la jonction du groupe d'armées Centre et du groupe d'armées Sud allemands, pourrait être coupée par un mouvement de pince à sa base. De nombreuses forces soviétiques — près d'un cinquième des ressources humaines de l'Armée rouge finit par y être stationnée —, pourraient être détruites et le front raccourci de manière significative. De plus, les troupes allemandes auraient à nouveau repris le nœud ferroviaire stratégique situé sur la principale ligne Nord-Sud allant de Rostov à Moscou. Cela aurait ainsi compliqué les mouvements des réserves soviétiques vers le sud. En mars, les plans étaient décidés. La IXe armée de Walther Model attaquerait au nord depuis Orel, pendant que la IVe armée panzer de Hoth et le détachement de Kempf sous le commandement global de Manstein attaqueraient du sud depuis Kharkov, traversant le front de Voronej afin d'opérer une jonction avec la IXe armée à hauteur de Koursk. Cependant, si l'offensive se déroulait bien, les deux armées étaient autorisées à continuer en suivant leur propre initiative, avec pour objectif général de créer une nouvelle ligne sur le Don, loin vers l'est. Cette offensive, nommée opération Citadelle, devait être déclenchée dès que l'état du terrain le permettrait (après la raspoutitsa, la période des mauvaises routes dues à la pluie). Guderian et Model, par contre, appuyés par Speer, proposent de mener une offensive suffisamment puissante pour pouvoir percer les défenses soviétiques, basée sur l'arrivée massive de chars Panther remaniés et de chars lourds Tigre et Ferdinand.
L’assaut fut préparé avec un très grand soin par les généraux allemands, qui accordèrent une attention particulière au terrain et au système défensif des Soviétiques. Selon le général allemand Mellenthin, qui souligne qu’« aucune offensive n'avait jamais été préparée avec plus de soin que celle-là », chaque mètre carré avait en effet été photographié d'avion.
Il apparut rapidement, au vu des reconnaissances aériennes, que l'état-major soviétique avait anticipé cette attaque et considérablement renforcé ses défenses. L'attaque se transformerait en un assaut en règle de positions fortifiées. L'état des forces d'invasion ne permettait pas le succès d'une telle opération et on décida d'en retarder le déclenchement pour renforcer les unités engagées. D'abord prévu pour le 1er mai, l'assaut fut retardé jusqu'au 12 juin, puis finalement au 4 juillet afin de disposer de nouvelles armes, en particulier des nouveaux chars Tigre et Panther. À l'inverse des dernières entreprises, Hitler donna au quartier général un contrôle considérable sur la planification de la bataille. Pendant les quelques semaines suivantes, il continua à accroître les forces attachées au front, retirant sur l'ensemble des lignes allemandes tout ce qui pouvait être utile à la confrontation prochaine. Contrairement aux offensives précédentes, l'effet de surprise, même au niveau tactique, n'est plus recherché, ce qui contredit les fondements de la Blitzkrieg, la Stavka connaissant le lieu de l'attaque et s'y préparant. L'opération Zitadelle prévue par l'OKW était l'antithèse de ce concept. Le point de l'attaque était grandement prévisible pour toute personne disposant d'une carte et reflétait une logique issue de la Première Guerre mondiale. Plusieurs commandants allemands soulevèrent la question, notamment Heinz Guderian, qui demanda à Hitler : « Est-il nécessaire d'attaquer Koursk, et par principe dans l'Est cette année ? Pensez-vous seulement que quelqu'un sait où est Koursk ? » Étonnamment, Hitler répondit : « Je sais. Cette pensée me retourne l'estomac. »
Manstein, attaché à l'idée de surprise maintenant compromise, propose une autre approche. Elle s'appuie sur les mêmes principes qui ont conduit au désastre de l'Armée rouge à Kharkov. Il s'agit de provoquer l'attaque des Soviétiques, puis de lancer une contre-offensive quand celle-ci sera trop avancée. La région choisie est le centre industriel du Donetsk, dont la richesse constitue un appât de choix. Von Manstein compte y attirer un maximum de forces soviétiques, puis les couper de leurs arrières en faisant mouvement à partir de Kharkov sur la rive orientale du Donets vers Rostov, au sud, piégeant la totalité de l'aile sud de l'Armée rouge contre la mer d'Azov. L'avantage ainsi acquis serait alors utilisé pour mettre en place un front défendable. Ce plan a cependant l'inconvénient de laisser l'initiative à l'Armée rouge, un précédent préjudiciable au moral du Troisième Reich et à sa propagande, ce qui va motiver son rejet. Craignant une contre-attaque sur le flanc des unités d'attaque par le front de la steppe, réserve soviétique déployée à la base du saillant, il proposa alors une variante de l'opération où l'on attaquerait d'abord ce dernier, en réalisant l'encerclement, plus en arrière de Koursk. Mais, craignant que ses moyens soient trop faibles pour une opération en profondeur, l'OKH préféra s'en tenir au plan initial.

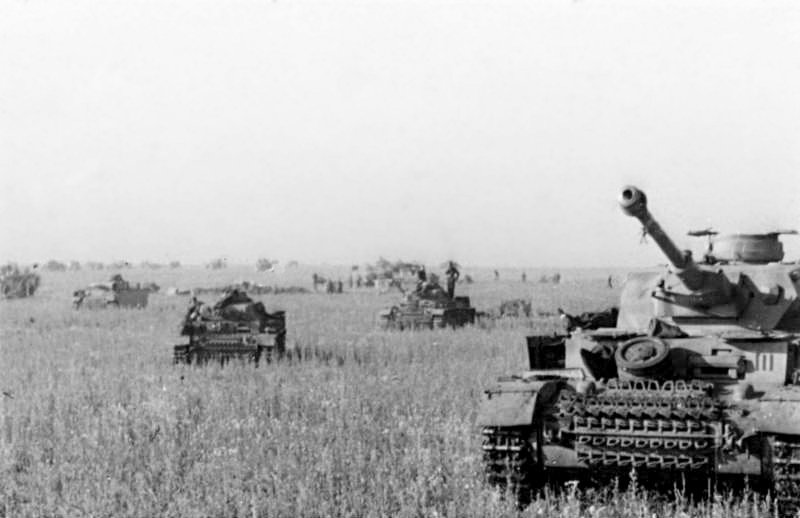
Panzer IV en concentration dans les plaines devant le saillant de Koursk, le 21 juin 1943 guerre mondiale.

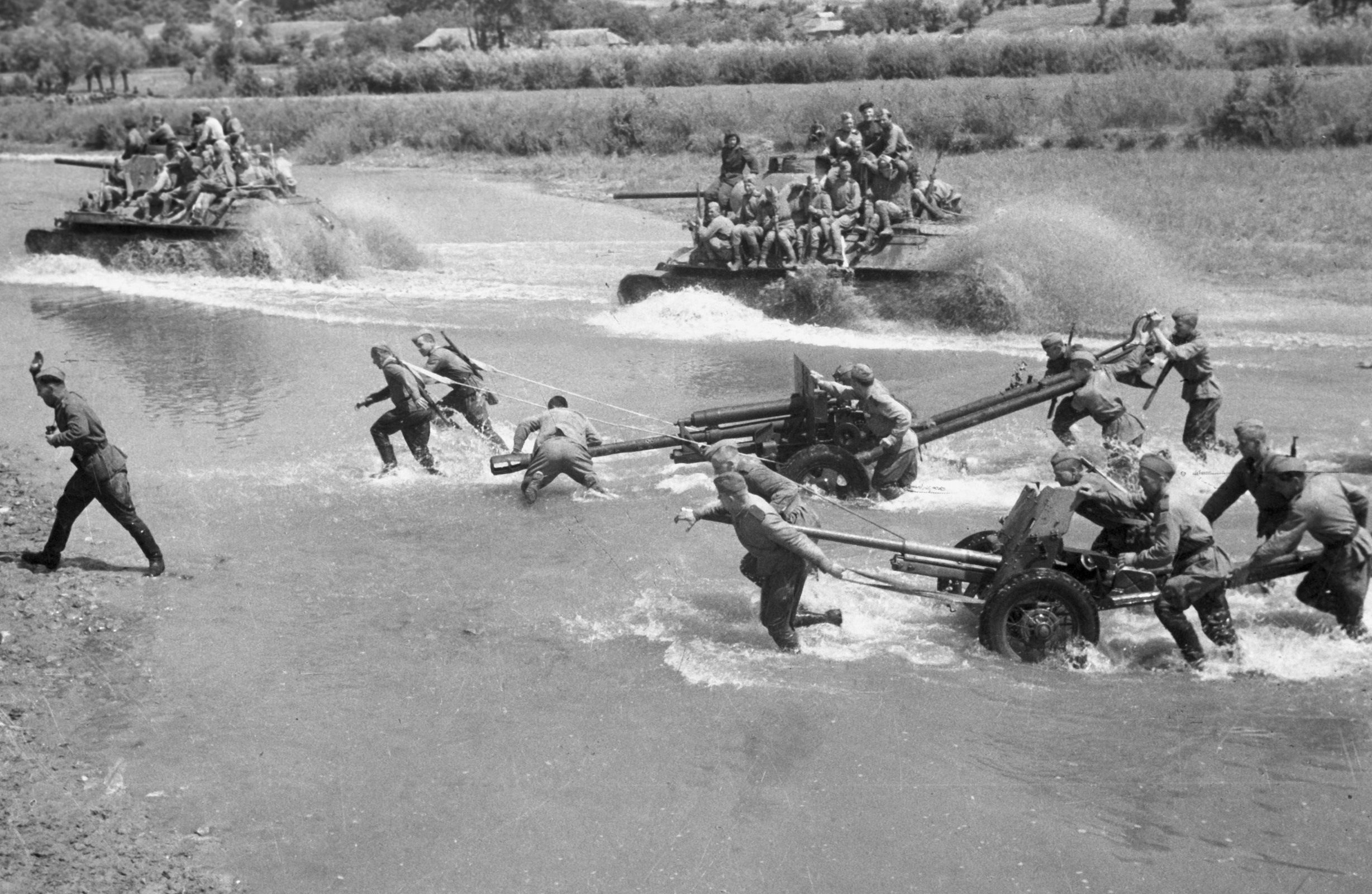
Contingent du premier front ukrainien traversant le courant d'une rivière, photo prise également le 21 juin 1943 guerre mondiale.

Les troupes allemandes mettaient en ligne 200 exemplaires de leur nouveau char Panther, 90 chasseurs de chars Ferdinand, tous leurs avions d'attaque au sol Henschel Hs 129, des Tigre I et des modèles récents du Panzer IV Ausf. G à canon long anti-char. Au total, une cinquantaine de divisions allemandes (comptant 900 000 hommes), dont quatorze blindées et deux motorisées, furent rassemblées pour cet assaut, comptant 2 700 chars, 2 500 avions ainsi que 10 000 pièces d'artillerie. C'était la plus grande concentration de puissance militaire allemande jamais réalisée.

### Plans et préparatifs soviétiques
Du côté soviétique, on est également partagé sur la conduite à tenir. Staline et une partie des officiers de la Stavka veulent frapper les premiers, car ils pensent que l'expérience a montré que l'on ne pouvait s'opposer à une offensive estivale allemande, une fois celle-ci déclenchée. Ils préfèrent donc prendre les devants en attaquant frontalement à Orel et Kharkov pour exploiter la situation en direction des marais du Pripiat. Beaucoup d'officiers soviétiques sont plus confiants en la capacité de l'Armée rouge à résister grâce aux progrès réalisés dans les tactiques défensives. Ils préfèrent attendre que les Allemands s'épuisent dans leur attaque pour bénéficier ensuite d'une nette supériorité quand ils passeraient à l'offensive générale, opération que les déficiences encore présentes dans la logistique risquent de transformer en défaite coûteuse. Le lieu d'attaque n'est pas un mystère pour les Soviétiques, Joukov ayant prédit dès le mois d'avril une attaque sur le saillant. Par la suite, les rapports de renseignement du « réseau Lucy » opérant en Suisse, et d'autres sources comme les décryptages réalisés par les Britanniques et les Américains des codes Enigma, confortent cette intuition, ne laissant aucun doute sur les intentions de l'ennemi. Cette position prudente finit par emporter la discussion et les Soviétiques prennent un soin particulier à la préparation d'une défense échelonnée dans la profondeur et à masser des forces nombreuses dans le saillant.
Pendant les quatre mois de répit accordés par le retard des Allemands, l'Armée rouge disposa plus de 400 000 mines et creusa environ 5 000 kilomètres de tranchées, avec des positions parfois reculées de 175 km. On met l'accent sur la lutte antichars avec la création à tous les échelons de commandement d'unités spécialisées dans cette tâche, regroupant à la fois des canons antichars, mais aussi des sapeurs et des unités mobiles. Malgré tout, le commandement soviétique est inquiet, se remémorant avec quelle facilité les Allemands ont autrefois percé ses lignes. Il déploie donc de nombreux renforts pour contre-attaquer, si nécessaire, ce qui lui permettra de bénéficier globalement d'une supériorité aussi bien en hommes qu'en matériel. Un million trois cent mille hommes, 3 600 chars, 20 000 pièces d'artillerie et 2 400 avions (dont les redoutables Yakovlev Yak-9 et Iliouchine Il-2 spécialisés en attaque antichar) attendaient les troupes allemandes dans et derrière le saillant. Sans oublier le grand nombre de dispositifs de mines installés avant la bataille : les rapports font état de 503 993 mines anti-tanks et de 439 348 mines antipersonnel.
Une grande partie des renforts était regroupée au sein du front de la steppe qui fermait la base du saillant. Ces renforts étaient composés de deux armées, la 5e armée blindée de la Garde ainsi que d'un groupe d'assaut sous les ordres du général Koniev. Ces forces devaient éventuellement participer à la défense, si l'attaque ennemie devenait menaçante, mais attendaient surtout que l'on estime la Wehrmacht battue, pour être lancées dans une contre-offensive généralisée. L'Armée rouge recruta également en masse des femmes dans ses unités de combat, notamment dans l'infanterie, les chars, la flotte aérienne ainsi que dans des postes de soutien tels que les équipes médicales ou le décryptage des signaux ennemis.

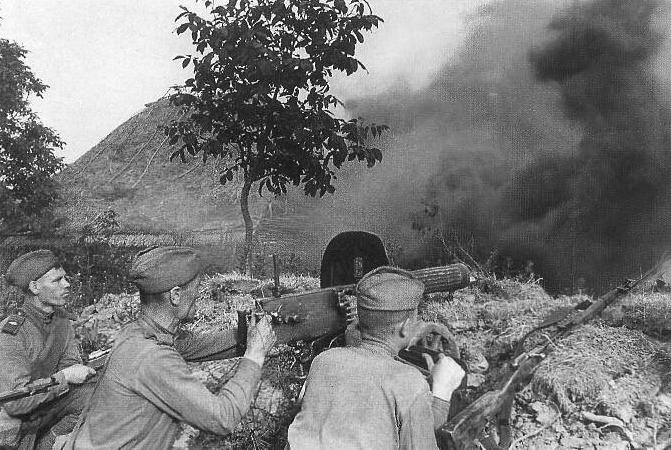
Une mitrailleuse Maxim de l'Armée rouge en action.

Tactiquement, la défense s'appuyait sur des corps d'infanterie, chacun fort de trois divisions de fusiliers. Ces unités se répartissaient sur les deux premières lignes de défense situées sur vingt kilomètres en profondeur. Deux divisions, dans la ligne de défense principale, constituaient le premier échelon, la troisième occupant les positions de la seconde ligne et formant le second échelon. L'unité de base de ces lignes était la zone de défense de bataillon, un carré de deux kilomètres de côté qui comprenait un ensemble complexe de points d'appui, de l'ordre d'une compagnie ou d'une section, se couvrant mutuellement. Deux ou trois tranchées reliaient ces points d'appui, la première garnie de mitrailleuses et d'armes antichars et protégée par un réseau de barbelés et un champ de mines. Les autres abritaient les armes d'appui comme des mortiers ou des canons d'infanterie. La seconde était placée deux cents mètres en arrière et la troisième, quand elle existait, un kilomètre plus loin. Des positions de tir alternatives étaient prévues sur les flancs en cas de percée dans le secteur des unités voisines, et des boyaux reliaient à plusieurs endroits les tranchées de combat pour permettre l'acheminement de renforts, du ravitaillement et un éventuel repli sur les positions à l'arrière. Quinze kilomètres derrière la zone tactique, une troisième ligne de défense était organisée, partiellement occupée par des troupes du second échelon. Elle constituait la dernière ligne défensive, les troupes survivantes défendant la zone tactique s'y retireraient et, rejointes par des renforts, y poursuivraient encore la lutte. Derrière la zone de défense de l'armée, il existait encore trois lignes de défense dites de front où étaient basés les renforts. Pour clôturer ce formidable dispositif, le front de la steppe avait établi sa ligne de défense à la base du saillant, qui était de plus doublée par une ligne dite d'état[précision nécessaire], construite sur la rive est du Don.
Outre les champs de mines posées avant la bataille, on généralisa les détachements mobiles d'obstacle, constitués par une compagnie ou un bataillon de sapeurs. Testés auparavant avec des fourgons hippomobiles à Koursk, ces derniers disposaient enfin de nombreux camions, en particulier ceux fournis par les accords de prêt-bail américains. Leur mission était de miner le terrain sur le front prévu d'une offensive imminente. Bien que cette tactique fût risquée pour les sapeurs, et que les mines fussent alors rarement enterrées, ces opérations se révélèrent très fructueuses. Le général Tislin[Qui ?] affirmera que les deux tiers des chars détruits par les mines le furent par des mines posées par ces détachements. Cette tactique devint donc caractéristique du génie soviétique qui insistera alors, tirant les leçons de Koursk, sur l'importance des champs de mines. Outre leur rôle dans l'action défensive, ils pouvaient servir lors de phases offensives pour protéger les flancs.

## L'opérationZitadelle

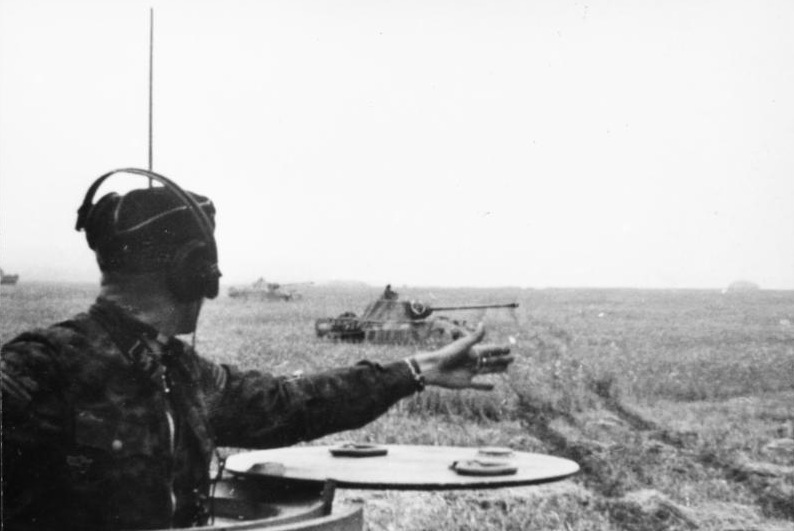
Les opérations terrestres commencent avec le lancement de l'opération Zitadelle. Le nouveau char Panther photographié ici fut employé pour la première fois à Koursk, constituant le fer de lance de l'assaut allemand.

Après quatre mois de préparation et plusieurs ajournements, le 4 juillet 1943, l'armée allemande déclenche les premiers combats sur le flanc sud du saillant, en attaquant les avant-postes soviétiques pour préparer l'assaut général du lendemain, à coups de canons et bombardements. Ceux-ci étant situés sur de petites collines ayant des vues sur les zones de rassemblement des unités allemandes, toute possibilité de surprise était exclue. Le IIIe Panzerkorps du général Hoth attaque les positions autour de Zavidovka. La Panzergrenadier-Division Großdeutschland, appuyée par trois Panzer-Divisions, attaque Boutovo sous une pluie torrentielle, tandis que la XIe Panzer-Division fait mouvement vers les hauteurs autour de la ville. À l'ouest de Boutovo, la Grossdeutschland et la IIIe Panzerdivision rencontrent une résistance acharnée des Soviétiques et ne sécurisent pas leurs objectifs avant minuit. Le IIe SS-Panzerkorps attaque les postes d'observation avancés et rencontre lui aussi une défense solide qui nécessite de réduire les bunkers au lance-flamme. Sur le flanc nord, en cours d'après-midi, les Junkers Ju 87 Stuka bombardent pendant dix minutes une portion du front de trois kilomètres. Leur action est alors suivie par un tir de préparation massif d'artillerie.
À la suite du décryptage de messages de l'armée allemande par les services secrets britanniques, les services secrets russes réussissent à extraire ces informations et informent Staline, qui avertit les généraux soviétiques Nikolaï Vatoutine et Konstantin Rokossovski de l'heure exacte de l'attaque prévue par les Allemands. Ainsi, à 22 h 30, l'Armée rouge déclenche un tir d'artillerie massif pour essayer de désorganiser l'attaque allemande. Sur le flanc nord, cette opération visant l'artillerie adverse est particulièrement efficace, puisque près de la moitié de l'artillerie allemande est touchée par le tir de contre-batterie. Mais elle eut une influence bien moindre le lendemain. Au sud, Joukov reconnut par la suite que le tir fut déclenché trop tôt, manquant en grande partie les unités allemandes d'infanterie et de blindés visées, qui n'étaient pas encore sorties de leurs zones de regroupement à l'arrière. Les pertes allemandes furent donc faibles, mais la contre-préparation soviétique provoqua néanmoins un retard de quelques heures dans le déploiement des troupes allemandes et donc de l'attaque.
La vraie bataille débute le lendemain. La VVS (Armée de l'air soviétique) attaque massivement les bases de la Luftwaffe dans la zone, pour la contrer dans sa tactique habituelle d'obtention de la supériorité aérienne. Les quelques heures suivantes peuvent être considérées comme le plus grand combat aérien de l'Histoire, à égalité avec l'ensemble de la bataille d'Angleterre. L'installation de radars Freya près des aérodromes allemands  permet à la chasse de décoller à temps pour intercepter les vagues d'appareils soviétiques (rien que pour le nord du saillant, la Luftwaffe revendique dix appareils perdus pour une centaine de victoires). Mais le manque de réserves d'essence empêche la Luftwaffe d'appuyer les troupes au sol sur l'ensemble du secteur d'attaque. Elle n'a donc jamais pu balayer sa rivale du ciel au-dessus du champ de bataille.

## Enlisement rapide au nord

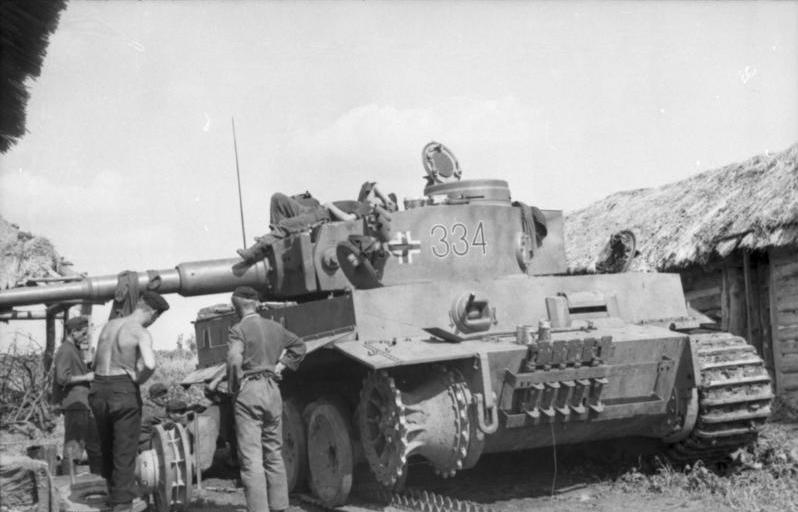
Réparation d'une chenille sur un char Tigre I.

La IXe armée de Walter Model engagée sur le front nord se trouve presque incapable d’avancer dès le premier jour, n'atteignant aucun des objectifs prévus. Son attaque, visant la ville et la gare de Ponyri, sur un front large de 45 km, ayant été correctement anticipée par l'état-major du front central du maréchal Rokossovski, elle se retrouve au milieu de gigantesques champs de mines défensifs, protégés par des tirs d'infanterie et d'artillerie. Les unités de sapeurs qui travaillent à dégager des cheminements subissent alors de lourdes pertes et ce malgré l'emploi de véhicules filoguidés Goliath. Ces mines provoquent de nombreuses mises hors service de véhicules, par exemple, la 653e Schwere PanzerJägerAbteilung eut 37 de ses 49 Ferdinand déchenillés dans la journée du 5 juillet 1943. Ces pertes ne sont, pour la plupart, pas définitives car les véhicules simplement immobilisés peuvent être réparés. Mais il en résulte un affaiblissement constant des forces participant à l'assaut. Ces dernières s'essoufflent très vite. L'avance ne fut que de 5 km sur un front de 40, le premier jour, puis de 4 le second. À partir du 7 juillet, le front d'attaque fut fortement réduit, avec seulement 15 km, et passa à 2 km les deux jours suivants. Mais l'attaque piétina de plus belle et plus jamais une avance supérieure à 2 km ne fut enregistrée. Le 10 juillet 1943, l'attaque marqua le pas, n'ayant avancé que de dix kilomètres dans le dispositif soviétique et n'ayant qu'à peine entamé la seconde ceinture défensive de celui-ci.
D'un point de vue opérationnel la zone de combat principale s'échelonne entre les villages de Ponyri à l'est et Teploïe à l'ouest. Ils opposent particulièrement :
- à l'ouest, le XLVIe Panzer Korps et la 70e armée ;
- au centre, le XLVIIe Panzer Korps et le 29e corps puis le 17e corps de la garde ;
- à l'est, le XLIe Panzer Korps et le 29e corps puis le 18e corps de la garde.
L'échec de cette offensive a plusieurs causes. L'une est paradoxale : bien que la IXe armée soit la plus faible des deux parties de la tenaille allemande, les Soviétiques l'ont par erreur anticipée comme l'attaque principale et avaient déployé leurs forces en conséquence. Autre raison de cet échec, la 13e armée soviétique, qui supporte le gros de cet assaut, a fait le choix, contrairement aux unités du flanc sud, de défendre de façon prioritaire la zone tactique, soit les vingt premiers kilomètres dans la profondeur. Ce choix, bien que laissant peu d'unités pour couvrir les lignes de défense suivantes, semble s'être révélé bien plus payant, la défense étant souvent en surnombre sur les points décisifs. Les Allemands ayant perdu 300 PzKpfW III et PzKpfW IV, une demi-douzaine de Tigres et une cinquantaine de chasseurs de chars, se retrouvent ainsi complètement exsangues et incapables de poursuivre leur avance.
Le 12 juillet 1943, l'Armée rouge déclenche sa contre-offensive contre les IIe et IXe armées dans le saillant d'Orel. Dépassée en effectifs et en puissance, la Wehrmacht doit évacuer rapidement la zone et donc abandonner la face nord du saillant de Koursk, pressée de près par les unités d'assaut soviétiques appuyées par leur aviation. Le ratio global de pertes de ces opérations est toujours en faveur des Allemands, mais seulement de trois pour cinq, très inférieur donc aux opérations précédentes et très insuffisant pour compenser la supériorité grandissante de l'Armée rouge en blindés, en artillerie et en avions. Ajouté au recul territorial et à la perte d'Orel, c'est donc un échec retentissant que subit la Wehrmacht dans la partie nord de l'opération.
Le passage à l'offensive des défenseurs de l'Armée rouge, au nord, intervient très tôt dans la bataille, sans presque aucune transition, dès le 12 juillet. Ce jour, les deux fronts plus au nord du dispositif, le Front de Briansk et celui de l'Ouest, déclenchent une offensive concentrique, l'opération Koutouzov, en direction d'Orel. Le 15 juillet 1943, après s'être réorganisé, le front du Centre se joint à l'attaque et les Allemands, attaqués sur trois côtés, doivent battre en retraite précipitamment sur la ligne Hagen le 26 juillet, afin notamment de préserver leurs forces d'Orel, et doivent alors envoyer des renforts à partir du sud.
Les combats durent jusqu'au 18 août. Bien que plus coûteux pour les Soviétiques, ces combats leur permettent de libérer Orel et constituent les premiers succès de cette armée en période estivale. Ils permettent la libération de Smolensk le 25 septembre 1943.

## Sur le front sud

### Opérations préliminaires

L'avance allemande sur le flanc sud.

Au sud du saillant, les circonstances sont beaucoup plus favorables aux Allemands. Le front de Voronej qui leur fait face est moins puissant que le front central, du fait de l'erreur d'appréciation de la Stavka, et il est attaqué par les meilleures unités de la Wehrmacht et de la Waffen-SS. Le premier jour, quatorze divisions y sont envoyées dont cinq d'infanterie, huit de panzers et une dernière motorisée. De plus, les Soviétiques n'ont pas pu identifier le secteur exact de l'attaque allemande et ont donc dû répartir leurs forces de façon plus régulière et échelonnée sur la profondeur. La progression allemande est donc plus importante et la menace d'une percée décisive se profile rapidement. L'attaque est menée par deux armées allemandes sur deux axes. La poussée principale est réalisée par la 4e Panzerarmee du général Hoth forte de onze divisions dont six mécanisées. Elle vise la petite ville d'Oboïan, qui est le trajet le plus direct pour atteindre Koursk. Sur sa droite, le détachement d'armée du général Kempf, parti de la région de Belgorod, attaque lui sur l'autre rive de la rivière Donets, en direction du nord, tandis que le Corps Raus attaque sur la rive droite. Von Manstein décide, contrairement à Model, de pousser ses unités blindées dès le premier jour pour rompre au plus vite. La surprise, déjà compromise par la capture de prisonniers, est encore atténuée sur le front sud par l'opération préliminaire menée au cours de la journée du 4 juillet contre les avant-postes de la 6e armée de la Garde, faisant face au 48e Panzerkorps. Ces avant-postes, placés sur des petites collines basses avec vue sur les zones de regroupement allemandes, rendaient toute surprise impossible. Le général Knobelsdorff, commandant le corps, décida donc de s'en emparer la veille de l'offensive générale, car ils avaient aussi l'inconvénient de lui dissimuler la première ligne soviétique.
Après l'ouverture de couloirs dans les champs de mines dans la nuit du 3 au 4 juillet, un bombardement par cent Ju87D à 14 h 45 et une courte préparation d'artillerie, les régiments d'infanterie des 3e et 11e Panzerdivisions ainsi que ceux de la division Grossdeutschland attaquent ces positions, avec le concours d'unités du 52e Armeekorps sur sa gauche et du 2e Panzerkorps SS sur sa droite. Le 199e régiment de fusiliers de la Garde, qui défend les avant-postes, résiste quelque temps, mais évacue à la tombée du jour vers la ligne de défense principale. Le 48e Panzerkorps s'empare des postes d'observation, positions importantes et favorables pour attaquer l'ennemi. Cependant, toute chance de surprise tactique s'est envolée. Vatoutine conclut donc, avec raison, qu'il a à faire face à une attaque en direction d'Oboïan avec une attaque secondaire à partir de Belgorod. À 2 h du matin, dix minutes avant l'attaque prévue par les Allemands, il déclenche lui aussi, comme Rokossovski, une contre-préparation de plusieurs heures à l'aide de son artillerie mais, du fait de sa situation différente, choisit de cibler prioritairement les concentrations de troupes plutôt que l'artillerie adverse. Les unités allemandes, pour la plupart à l'abri dans des positions défensives, subiront cependant relativement peu de pertes. En revanche, les effets sur l'organisation et le moral allemands seront importants et il faudra à l'état-major allemand retarder de deux heures l'attaque pour réorganiser ses unités. Le génie met néanmoins la nuit à profit pour dégager des couloirs dans les champs de mines qui protègent la première ligne soviétique.

### L'assaut

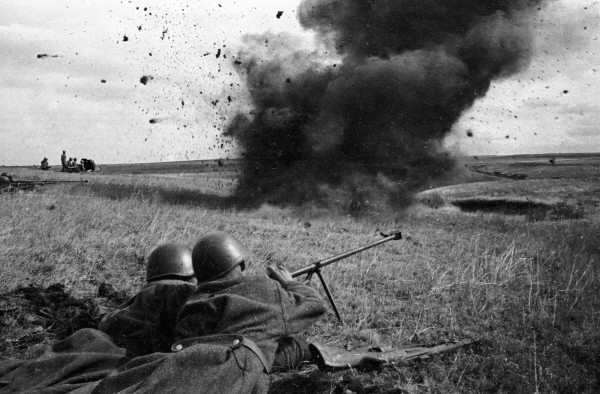
Combattants anti-char.
Photo de Natalia Bode.

À 4 h 30 du matin, le 5 juillet, les bombardiers de la IVe Luftflotte se présentent au-dessus des positions de la 6e armée de la Garde qu'ils bombardent intensément. L'attaque aérienne est suivie une heure plus tard d'un tir d'artillerie de cinquante minutes mais très intense sur tout le front d'attaque du groupe d'armée sud. À partir de cinq heures du matin, les 500 chars et l'infanterie de la IVe Panzerarmee commencent à avancer,. Le terrain, sec jusqu'au 4 juillet, a été détrempé dans l'après-midi de cette journée, ce qui rend très difficile le déplacement des véhicules non chenillés. Autre problème omniprésent : les mines soviétiques, qui, malgré le travail des pionniers allemands, provoquent de nombreuses pertes. Les Soviétiques affirmeront par la suite que sur le front sud du saillant, lors du premier jour, les pertes de la Wehrmacht ont été de 67 chars et l'équivalent de deux bataillons d'infanterie. En plus, de nombreux officiers seront tués ce jour par les pièges soviétiques. Le commandant de la 332e Infanteriedivision, par exemple, trouvera la mort de cette façon lors de l'attaque initiale. Les résultats sont assez inégaux, selon les unités. La IIIe Panzerdivision, malgré les difficultés, réussit dès le premier jour à repousser les éléments de l'Armée rouge défendant Boutovo de près de cinq kilomètres, perçant ainsi la première ligne de défense. La division Grossdeutschland se retrouve bloquée par un fossé antichar rempli d'eau, jusqu'au lendemain. Le Panzer-Regiment 39 avec ses deux cents chars Panther flambant neufs, coincé dans un champ de mines, subit de lourdes pertes et est alors incapable de soutenir la division d'infanterie qui elle aussi subit de grosses pertes et est repoussée. L'attaque doit être alors annulée et remplacée par une nouvelle plus à l'est. La XIe Panzerdivision, elle, réussit son attaque contre la 67e division de la Garde (en), mais n'arrive à repousser celle-ci que de six kilomètres, à la suite de l'intervention des quarante chars de la 96e brigade de chars (ru). Au soir du 5 juillet, le 48e Panzerkorps a donc réussi à percer la première ligne de défense soviétique, mais son avance est inférieure aux prévisions avec six kilomètres au maximum. Elle n'est qu'à mi-chemin de la seconde ligne et incapable de préparer une attaque à l'aube du 6 juillet.
Plus à l'est, le IIe Panzerkorps SS a, lui, eu plus de chance : ses trois divisions de panzergrenadiers n'ont eu comme opposition que deux régiments, un de la 375e division (en) et un de la 52e division de la Garde (ru), les Soviétiques n'ayant apparemment pas anticipé une attaque dans ce secteur. Malgré les mines et la météo, l'attaque se déroule bien et progresse vite. La 375e division poursuivie par la 3e SS-Panzergrenadier-Division Totenkopf doit se replier derrière la rivière Donets. Exploitant la brèche créée par les divisions Leibstandarte Adolf Hitler et Das Reich, la 3e SS-Panzergrenadier-Division Totenkopf peut se positionner, au soir, à moins de cinq cents mètres de la seconde ceinture défensive. Comparativement aux autres unités allemandes, le résultat est bon, mais les pertes sont lourdes et les unités de l'Armée rouge se sont repliées en bon ordre, n'abandonnant que peu de matériel.
Plus au sud, le détachement d'armée Kempf attaque la 5e armée de la Garde, à partir de la tête de pont que les Allemands ont prise sur la rive est du Donets à Belgorod. Cette attaque, commencée le 5 juillet à 2 h 25, est plus difficile du fait de la nécessité de franchir le cours d'eau. L'artillerie soviétique détruira de nombreux ponts dans la journée, freinant la progression ennemie. La 168e Infanteriedivision, pourtant supportée par les chars de la VIe Panzerdivision, ne repousse le 238e régiment de la Garde que de trois kilomètres. La XIXe Panzerdivision, elle aussi confrontée aux unités de la 81e division de la Garde (en), plus au nord, progresse peu. Seule la VIIe Panzerdivision réussit à percer la première ligne de défense tenue par la 78e division de la Garde (en), après avoir franchi la rivière et repousse celle-ci à mi-chemin entre les ceintures défensives. Le général Breith, commandant le IIIe Panzerkorps, décide alors de renforcer ce succès en retirant la VIe Panzerdivision de la tête de pont nord et de l'envoyer soutenir la VIIe au sud. Cette initiative, quoique tactiquement correcte à son échelle, provoquera une difficulté pour l'ensemble du dispositif allemand, obligeant durant plusieurs jours la division Totenkopf à faire face à l'est pour protéger la droite de la 4e armée de panzer. La XIXe Panzerdivision sera elle aussi obligée de s'engager vers le nord pour couvrir la gauche de Kempf.
Les Soviétiques pousseront de nombreux renforts dans ce petit saillant pour tenter de maintenir séparées les deux attaques allemandes. Ils réussiront à s'y maintenir jusqu'au 15 juillet, fixant de nombreuses forces allemandes qui ne purent donc participer pleinement à l'offensive principale. Plus au sud, les 11e et 42e corps connaissent peu de réussite. Seule la 106e Infanteriedivision réussira à prendre pied sur la rive est, mais les Allemands ne parviendront à établir sur la rivière qu'un modeste pont de huit tonnes, incapable de supporter des blindés pour appuyer la poursuite de l'attaque. La 106e s'empare de la petite ville de Toblinka, où son avance est arrêtée par une contre-attaque de la 72e division de la Garde, appuyée par des blindés et des éléments de la 213e division (en). La 320e Infanteriedivision atteint la voie ferrée à Maslova Pristan (ru). Les autres divisions, si elles ont toutes réussi le franchissement, sont bloquées encore plus rapidement. Les deux corps d'infanterie au sud de Kempf n'ont donc pas réussi à percer la première ligne et se retrouvent dans une situation délicate, dos à la rivière.
Sa première ligne de défense étant percée à deux endroits, Vatoutine profite de la nuit du 5 au 6 juillet pour déployer des renforts derrière sa seconde ceinture défensive, pour renforcer les unités en place et celles qui se sont repliées face à l'attaque allemande. La 1re armée de chars se déploie derrière la 6e armée de la Garde pour interdire la direction d'Oboïan. Initialement, elle doit contre-attaquer le 6 au matin, mais Vatoutine et le général Katoutov qui la commande, décident finalement de la placer dans une posture défensive en enterrant ses chars pour interdire toute percée directe vers Koursk. La Stavka a aussi mis à sa disposition deux corps blindés : le 10e, provenant de la 5e armée de la Garde, renforce la 1re armée de chars, et le 2e corps blindé de la Garde, issu des réserves du front sud-ouest, se met en position au sud de Prokhorovka pour agir sur le flanc est du 2e SS Panzerkorps. Vatoutine prélève aussi des unités au sein des armées hors des secteurs d'attaque, pour les redéployer face à la menace allemande. Ainsi, la 309e division de fusiliers (en) de la 40e armée se met en réserve dans l'axe d'Oboïan. Deux brigades de chars, les 180e (ru) et 192e (ru), mèneront des contre-attaques sur le flanc ouest du 48e Panzerkorps.
Von Manstein donne l'ordre de percer la seconde ligne au matin du 6. Le 48e Panzerkorps avance en repoussant les trois divisions de la Garde qui lui font face dans les positions de deuxième ligne, mais retardé par les mines et la résistance soviétiques, il doit constater son impuissance dès la fin de la journée. Au total, il n'a progressé que de dix kilomètres en 48 h. Déjà présent sur les avant-postes de la seconde ligne, au soir du 5, le 2e SS Panzerkorps est donc la seule unité qui attaque ces positions. Largement soutenue par la Luftwaffe, l'attaque de la division Leibstandarte Adolf Hitler, à Iakolevo, est très réussie et les positions du 155e régiment de la Garde sont submergées, de nombreux prisonniers étant capturés.
Les Allemands exploitent ce succès en attaquant de flanc le 151e régiment voisin. Mais les Soviétiques aveuglent la brèche en déployant le 31e corps blindé, au nord de la ville, bloquant toute exploitation immédiate, et lancent deux contre-attaques de blindés. Plus à l'est, la division SS Das Reich attaque à Loutchki. Elle progresse bien, mais la contre-attaque menée par le 2e corps blindé de la Garde, appuyée par la 69e armée, l'empêche de percer les lignes de défense. La troisième division du corps Totenkopf, elle, n'attaque pas et passe toute sa journée à repousser les offensives menées par la 375e division (en), appuyée par les blindés de la 96e brigade de chars et la 496e de chasseurs de chars. Au soir du 6, le IIe corps SS a donc entamé la seconde ligne de défense. Ils revendiquent la capture de 1 609 prisonniers et la destruction de 90 chars et 83 canons antichars. Cependant, les pertes allemandes sont lourdes : la division Adolf Hitler déplore 84 morts et 384 blessés, rien que ce jour. En 48 h, elle totalise 181 tués et 906 blessés, ce qui représente dix pour cent de son effectif. Et Koursk est encore à 110 km.
Dans le secteur de Kempf, le 3e Panzerkorps réussit à percer définitivement la première ligne de défense et à atteindre la seconde, les 6e et 7e Panzerdivisions atteignant Iastrebovo. Le 11e corps peut alors profiter de la retraite des unités soviétiques et avancer lui aussi. En revanche, le 52e corps, malgré son attaque, reste sur la rive ouest du Donets.
L'attaque sur un front plus étroit, environ trente kilomètres, progresse mieux, mais comme au nord, le front d'attaque et la progression ont tendance à se réduire au fur et à mesure que les jours passent. Dès le 7 juillet, l'attaque ne se produit plus que sur vingt kilomètres de front, puis va tomber à quinze le 9 juillet. La progression réalisée en profondeur chute elle aussi très rapidement : le Modèle:Date5 juillet, l'avance est de neuf kilomètres, mais elle tombe à cinq le 9 juillet et ne dépassera pas deux ou trois kilomètres les jours suivants. Guy Sajer, dans Le Soldat oublié, ses mémoires en tant que soldat de la division Grossdeutschland, se rappelle Koursk : « […] des machines pourtant solidement rivetées s’ouvraient comme le ventre d’une vache fendue en deux, avec des flammes et des gémissements, des arbres réduits à l’état d’allumettes… ; les cris des officiers et des sous-officiers essayant de regrouper leurs pelotons et leurs compagnies dans ce cataclysme. »
Si l'avance est supérieure et la première ligne soviétique percée, l'absence de capture importante de prisonniers et de destruction d'artillerie montre que les troupes soviétiques reculent en bon ordre. La défense n'est pas débordée et continue à s'opposer constamment à l'offensive. La nuit, des petits groupes de sapeurs soviétiques posent des mines devant le front supposé des offensives allemandes du lendemain ; 90 000 mines sont ainsi posées. Les unités d'infanterie et l'artillerie retardent par leur action l'avance des troupes allemandes, donnant le temps aux renforts de s'installer sur les axes menacés.
Les pertes du Reich sont considérables et irremplaçables à court terme, un grand nombre d'unités d'assaut ayant été presque totalement anéanties. Ainsi, le 195e régiment de la 78e division d'infanterie perd en deux jours tous ses commandants de compagnie. Le 11 juillet, moins d’une semaine après le déclenchement de l’opération Zitadelle, les éléments combattants de la 18e Panzerdivision comptaient encore 5 266 hommes et 157 officiers ; 12 jours plus tard, il ne restait que 890 hommes et moins de 30 officiers. Une semaine plus tard, un des régiments de Panzergrenadier de la division était réduit à 127 soldats seulement et il ne lui restait qu’un commandant de compagnie. Cette hécatombe força le commandant de la division à ordonner à toutes les unités de ravitaillement de monter au front. Après cinq jours de combat, la division Grossdeutschland rend compte le 10 juillet qu'elle n'a plus en état de combattre que 20 chars : 3 Tigres, 6 Panthers, et 11 Panzers III et IV, sur les 118 chars qu'elle avait au début de l'offensive. Les commandants et les officiers supérieurs des deux régiments d’infanterie et de trois autres bataillons sont presque tous tués ou blessés. Le XLVIII Panzerkorps, lui, n'a plus que 38 Panthers sur les 200 initiaux. La majeure partie des pertes en blindés sont dues aux pannes (chars Panther) et aux mines.

### La bataille de Prokhorovka

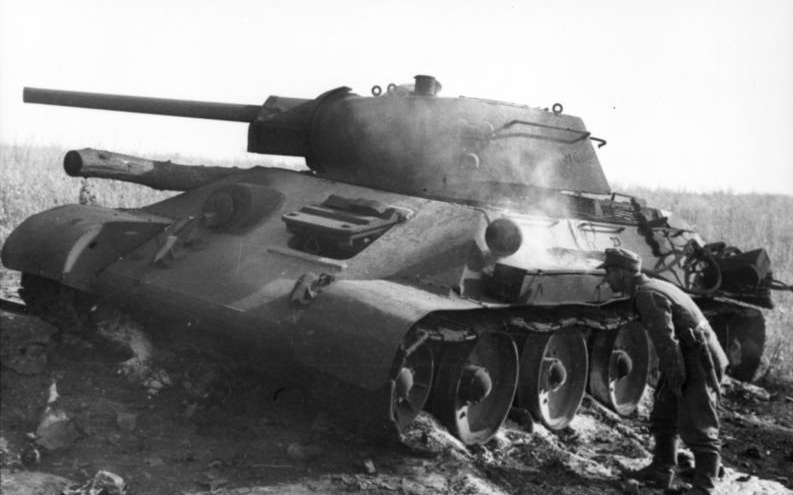
Une victime de l'intense combat de chars : l'épave d'un T-34 est inspectée par les troupes allemandes.

À l'est, la 7e armée de la Garde met en difficulté les divisions de Kempf, après leur traversée du Donets, découvrant le flanc droit de la 4e armée blindée. Alors en pointe, l'offensive allemande entière semble s'enliser. Malgré tout, la menace d'une percée reste préoccupante pour la Stavka et celle-ci décide de déployer des troupes initialement planifiées pour n'être utilisées que dans la contre-offensive, et ce, afin de renforcer la 6e armée de la Garde et donner un coup d'arrêt définitif à l'avancée allemande. La 5e armée blindée de la Garde, renforcée par deux corps blindés indépendants, se déploie donc, le 12 juillet, à l'est de Prokhorovka et se prépare à contre-attaquer sur le flanc du IIe SS Panzer Korps. La bataille qui en résulte est connue sous le nom de bataille de Prokhorovka. Les 12 et 13 juillet, dans la plaine située près du nœud ferroviaire de Prokhorovka, avec l'affrontement de 1 500 chars dont une centaine de chars Pzkpfw VI Tiger (char de 56 t doté d'un redoutable canon de 88 mm et d'un blindage frontal de 10 cm) se déroule sur un territoire de vingt kilomètres carrés, la plus grande bataille de chars de l'Histoire. Le choc est titanesque. À bord de son Stuka, Hans Rudel le découvre dans toute son ampleur :

« Sur la terre ferme, à perte de vue, se déroulent de gigantesques combats de chars. Dans de vastes espaces découverts, des masses compactes de blindés se font face, comme sur un champ de manœuvre. Beaucoup plus redoutables que les tanks des Russes sont leurs canons antichars, très puissants et remarquablement précis. L'armée soviétique doit disposer d'énormes quantités de ces canons, car on les trouve à tous les points névralgiques de l'immense champ de bataille. »

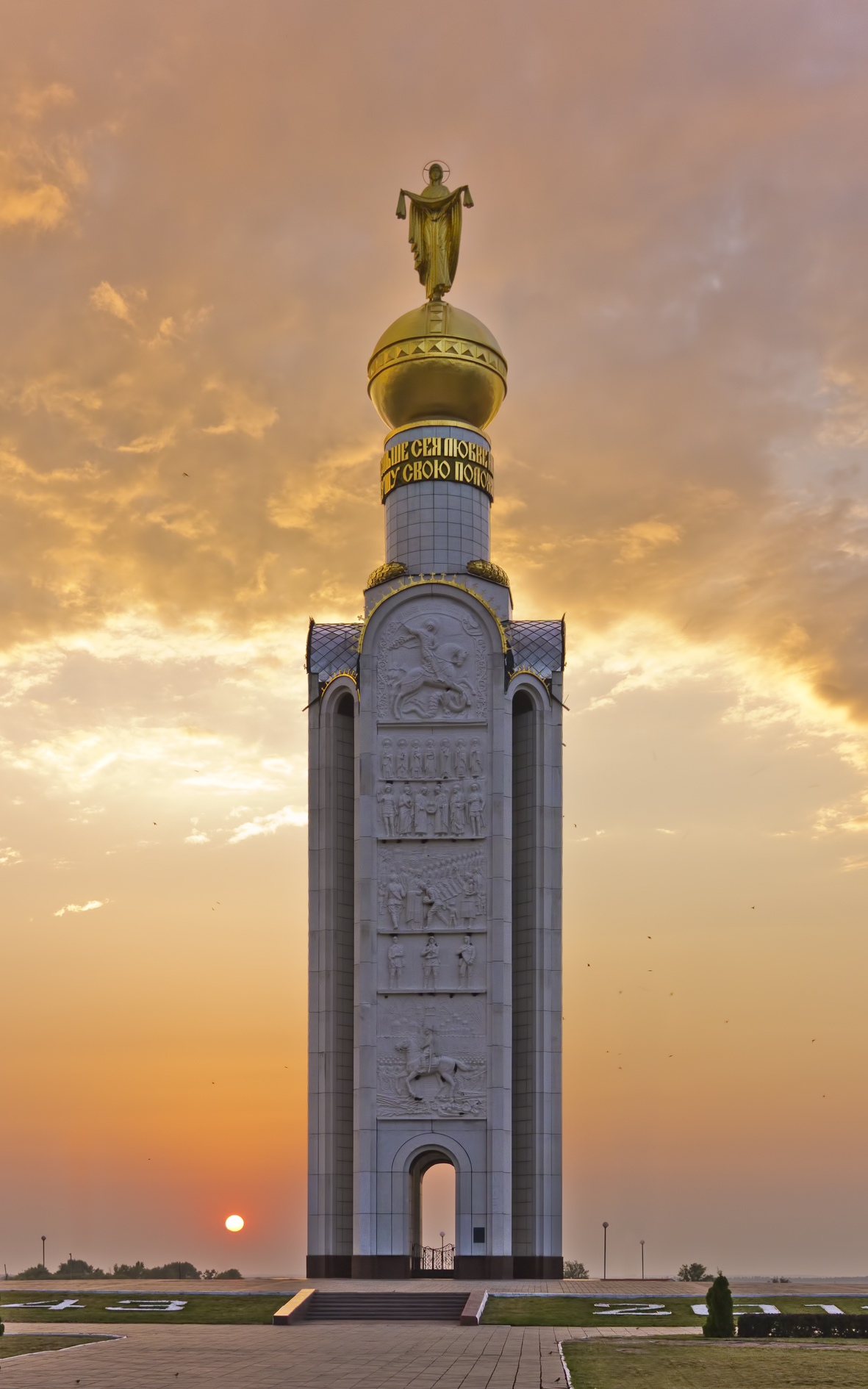
Mémorial sur le champ de bataille de Prokhorovka.

Le général Rotmistrov, en rappelant l'histoire de cette bataille, fait remarquer que c'est l'avant-garde de la Ve armée blindée de la Garde, son armée, qui enfonça à toute vitesse le flanc du IIe SS Panzer Korps qui venait de percer la troisième ligne de défense. Le combat devient rapidement un affrontement entre les meilleures formations mécanisées de la Wehrmacht et une infanterie soviétique bien retranchée. Les forces blindées soviétiques engagées à Prokhorovka eurent plus de 50 % de pertes. Un héros rescapé de cet affrontement, le Moscovite Alexandre Volochtchenko, note que « près de Prokhorovka la terre s'était transformée en boue sanguinolente recouverte d'un glacis de fer fondu ». Au cours de ces deux journées, la Wehrmacht perd 10 000 hommes et plus de 400 blindés. En 2005, selon Piotr Borissov, qui participa aux fouilles sur le site de Prokhorovka, où eut lieu la bataille de blindés, « les chercheurs ont découvert des os incrustés dans le métal ».

### Le repli allemand
Von Manstein demande à Hitler des renforts pour poursuivre l'opération. Hitler atterrit le 13 juillet 1943 au centre avancé de l'OKH pour le rencontrer et faire le point sur la bataille.
Il a exigé la présence de sténographes pour que les conversations soient dûment notées, tant le moment est décisif au regard de l'Histoire de l'Allemagne.
Erich Von Manstein lui présente le tableau des pertes de l'Ostheer, arguant du fait que la partie adverse subit des pertes plus importantes encore.
Malgré la volonté de Manstein de poursuivre l'offensive, Hitler décide d'arrêter l'opération Citadelle le 13 juillet. Un tournant décisif est alors franchi, Hitler passant dès lors à la défensive sur le front de l'Est.
En effet, non seulement l'armée allemande n'a pas réussi son encerclement, mais surtout les Soviétiques ont attaqué les arrières de la Wehrmacht au nord (opération Koutouzov) et au sud (opération Polkovodets Roumiantsev). Le front craque et les Allemands doivent reculer de plusieurs centaines de kilomètres.
Une autre raison qui aurait poussé la Wehrmacht, et Hitler en tête qui seul prétend détenir une vision globale de la situation, est l'invasion de la Sicile par les Anglo-Américains le 10 juillet 1943. En effet, les craintes d'une attaque sur les Balkans sont peut-être repoussées à court terme, mais l'Italie devient un secteur menacé. Ainsi, au vu des énormes quantités de matériel engagées dans la bataille de Koursk, les forces allemandes se retirent pour garnir les autres fronts.
Toutefois, l'historien allemand Roman Töppel estime que la véritable raison de Hitler réside dans son souci de ramener des forces pour défendre la région minière du Donets (Donbass) au sud.

### Les contre-offensives soviétiques
Au sud, l'Armée rouge a besoin de plus de temps pour attaquer, car ses troupes ont beaucoup plus souffert. Néanmoins, le 3 août, le front de la steppe déclenche l'opération Polkovodets Roumiantsev en direction de Belgorod, puis de Kharkov. Appuyée par des attaques de diversion plus au sud, à travers le fleuve Mious, elle avance assez rapidement. Belgorod et Orel tombent le 5 août 1943. Les faubourgs de Kharkov sont atteints le 11 août. La bataille pour la ville est acharnée et dure douze jours. Enveloppée par le front de Voronej et le front de la steppe, la ville finit par tomber le 23 août à midi, une grande partie des défenseurs étant mis hors de combat. Cette victoire soviétique, bien que coûteuse, oblige les Allemands à replier leur défense derrière le Dniepr dès le 20 août. Ce repli débouchera au cours de l'automne sur la terrible et sanglante bataille du Dniepr, puis la libération de Kiev le 5 novembre. Du côté soviétique, la libération de Belgorod et d'Orel fut l'occasion d'inaugurer ce qui allait devenir une tradition, les « salves de la victoire » : l'Union soviétique salue désormais à Moscou la libération de villes importantes par des salves d'artillerie. La prise de Kharkov, ville stratégique d'Ukraine, que Hitler disait vouloir défendre à tout prix, est aussi une victoire majeure, car le bassin industriel qui l'entoure faisait cruellement défaut à l'URSS depuis 1941.

## Bilan et conséquences de l'affrontement

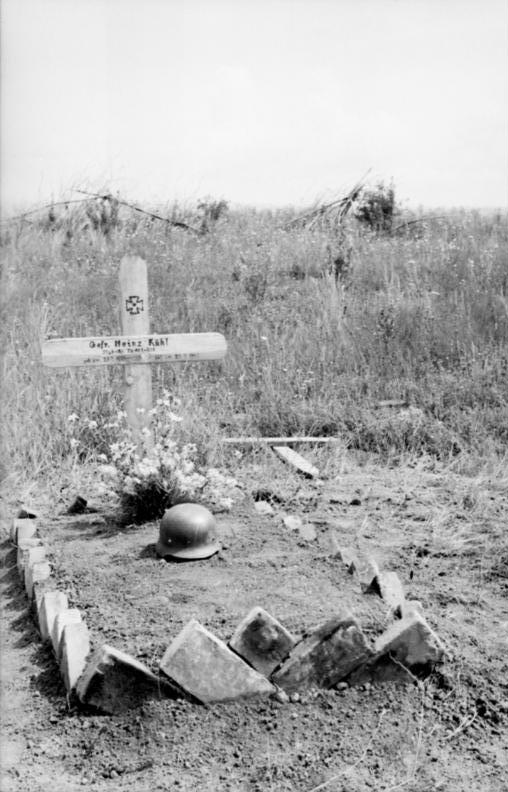
La tombe d'un soldat allemand, Heinz Kühl.

L'échec allemand de Koursk fut pratiquement passé sous silence par la propagande du régime de Berlin. Du côté soviétique, le gigantesque engagement de Koursk fut longtemps l'objet d'une propagande productrice de légendes qui, pour beaucoup, tournent autour de la bataille de Prokhorovka. L'ouverture des archives de l'ex-Union soviétique et les recherches les plus récentes[Lesquelles ?] apportent d'autres éléments. Le combat fut souvent davantage un affrontement entre les meilleures formations mécanisées de la Wehrmacht et une infanterie soviétique bien organisée qu'une bataille de tanks ; par ailleurs, la bataille aérienne fut l'une des plus grandes, des plus intenses de la Seconde Guerre mondiale. Enfin, le côté bataille d'attrition fut beaucoup plus accentué côté soviétique qu'allemand.

Certains auteurs[Lesquels ?] ont vu dans le débarquement allié en Sicile la raison principale de l'arrêt de l'offensive. Mais il[Qui ?] semble que les conséquences tactiques sur le front de l'Est de cette opération amphibie soient imperceptibles. En pratique, seule la division Leibstandarte Adolf Hitler fut envoyée à l'ouest, après avoir laissé son matériel sur place et pas avant deux semaines après le 13 juillet, date où Hitler ordonne l'arrêt de l'offensive. L'échec de Zitadelle est la conséquence, bien plus que des pertes subies par la Wehrmacht durant cette opération, des offensives soviétiques ailleurs sur le front, la Wehrmacht étant trop étendue et des unités affectées à Citadelle devant se porter ailleurs sur le front. Et ce ne sont pas tant les pertes lors de la bataille de Koursk, qui vont creuser un trou impossible à combler dans les rangs allemands, que les pertes allemandes sur l'ensemble de l'année 1943. Les Soviétiques ont eux bien plus de réserves et vont montrer qu'ils peuvent récupérer plus vite leur capacité offensive. Même si leur moral n'est pas vraiment atteint, les armées du Troisième Reich n'arriveront jamais à retrouver l'initiative sur le front russe.

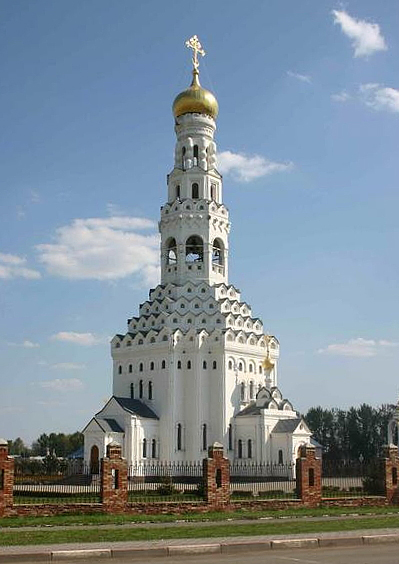
La cathédrale de Prokhorovka sur l'ancien champ de bataille, lieu de commémoration des soldats de l'Armée rouge morts au combat et de la victoire de la 5e armée de chars de la Garde.

Sur le plan stratégique et opérationnel, le résultat est une incontestable victoire soviétique. L'énorme effort industriel et humain consenti par le Troisième Reich nazi pour concentrer des forces maximales et emporter la décision à Koursk est réduit à néant. Les objectifs fixés n'ont même pas été approchés, et, pire, pour la première fois, les Soviétiques ont avancé durant les mois d'été. Ce simple fait renforce grandement le moral de l'Armée rouge, qui reprend dès lors confiance en elle. Du côté allemand, elle finit de convaincre les derniers optimistes que la guerre à l'est est définitivement perdue. Certes, l'Armée rouge a subi des pertes environ cinq fois supérieures à celles de la Wehrmacht, mais ses soldats ne fuient plus. Par ailleurs, l'ouverture d'un nouveau front en Italie présage pour l'état-major allemand de futurs choix difficiles et une dispersion des troupes. Le résultat est donc sans appel. Par la suite, la Wehrmacht n'est plus en mesure de reprendre l'initiative sur le front principal de la Seconde Guerre mondiale. Elle doit à partir de la fin de l'été 1943 se contenter de subir les initiatives soviétiques.
À l'échelle tactique, la supériorité allemande reste évidente, mais l'Armée rouge a réalisé de grands progrès dans de nombreux domaines. Le plus important d'entre eux est l'accroissement de la résistance de son infanterie en défense. Les unités tenant le front, face aux attaques allemandes, ont résisté pendant près d'une semaine, en rase campagne en saison estivale, à la pression des meilleures unités allemandes sans se faire ni déborder ni annihiler. Les années précédentes, elles auraient tenu au plus deux jours. Les nouvelles tactiques mises au point au cours de la bataille de Stalingrad arrivent à maturité. Les positions sont moins lâches qu'auparavant, pouvant se couvrir mutuellement de leur feu, elles sont reliées de façon systématique par des tranchées de liaison, permettant l'arrivée des renforts ou le repli sur des positions vers l'arrière. L'adversaire est canalisé, par l'emploi de champs de mines et du terrain, vers de véritables poches de destruction, où il subit des tirs croisés et un bombardement d'artillerie. Contrairement aux années précédentes, les unités isolées par des pointes blindées ne se laissent pas enfermer. Elles s'exfiltrent la nuit venue pour reprendre leur place dans la défense le lendemain. Les cadres, même aux plus bas échelons, commencent à faire preuve d'initiative et d'expérience. Pour autant, ils commettent toujours la même erreur : ne pas concentrer leurs forces. Les opérations offensives sont encore mal gérées, des occasions évidentes ratées, mais les progrès seront rapides par la suite.
Dans le domaine aérien, le progrès est aussi sensible : l'Armée de l'air soviétique a tenu tête à la Luftwaffe. Elle a été largement dominée, mais elle n'a pas été balayée du ciel dans les premiers jours comme auparavant. Dans le domaine des blindés, en revanche, les résultats ont été catastrophiques. Les T-34-76 et KV-1 ont montré leurs limites. Presque invulnérables en 1941, ils ne le sont plus deux ans plus tard. Leur puissance de feu et leur conception sont devenues obsolètes, comme les tourelles biplaces. L'arrivée et la mise au point de nouveaux modèles demandent encore du temps, et cela constitue clairement la faiblesse de l'Armée rouge jusqu'au printemps 1944. Le déploiement massif de T-34-85 et de IS-2 donne alors aux Soviétiques l'élément offensif qui leur manquait encore.
Pour ce qui concerne les pertes, il convient d'être prudent quant aux chiffres fournis par les belligérants. Ainsi, les chiffres donnés en 1993 par un groupe de chercheurs russes dirigés par l'historien et ex-général Krivocheïev sont selon l'historien allemand Roman Töppel (de) — qui a travaillé systématiquement sur les archives des armées et unités — sous-estimés, probablement de 40%. Selon Töppel, qui prend en compte les chiffres de Krivocheïev :
- pour la première partie de la bataille de Koursk (du 5 au 23 juillet), le rapport des pertes aériennes est de l'ordre de 1 à 5 : 250 appareils perdus par la Luftwaffe contre 1 200 pour l'aviation soviétique ;
- toujours sur cette première partie, les 350 blindés perdus par les Allemands ont été payés de 2 182 machines soviétiques, soit un rapport de 1 à 6 ;
- pour l'ensemble de la bataille de Koursk, en acceptant la très précautionneuse estimation de 1,2 million [d'hommes mis hors de combat] pour les Soviétiques, il vient un rapport de 1 perte allemande pour 6 pertes de l'Armée rouge.

Sans interruption, depuis le 12 juillet, l’Armée rouge enchaîne dans la foulée de sa victoire le démarrage de la sanglante bataille du Dniepr.
Il est aussi fort possible que l'offensive alternative prônée par Manstein fut vouée à l'échec, du fait que les Soviétiques recevaient des Britanniques (John Cairncross) tous les plans de bataille des Allemands grâce à leur décryptage du code Enigma (malgré l'opposition de Churchill qui craignait de « griller » cette formidable source de renseignements stratégiques). Ainsi, l'effet de surprise si nécessaire à la Blitzkrieg ne pouvait plus jouer. À Koursk, les terrains sur lesquels les divisions blindées devaient avancer avaient été minés, beaucoup d'endroits auparavant déserts lors de la rédaction du plan étaient fortifiés, avec des fils barbelés bloquant l'avancée de l'infanterie, et des tranchées soutenues par de l'artillerie lourde.
Si la bataille de Stalingrad représente le véritable tournant psychologique du second conflit mondial avec la fin du mythe de l'invincibilité de la Wehrmacht, Koursk signifie le basculement définitif de l'armée allemande et de ses alliés dans un rôle défensif dont ils ne peuvent plus s'extraire jusqu'à la conquête de Berlin par l'Armée rouge en mai 1945.

## L'escadrille française
Le groupe de chasse Normandie, futur régiment Normandie-Niemen, constitué d'aviateurs français combattant aux côtés des Soviétiques, arborant l'étoile rouge, mais les couleurs françaises sur le cône de l'hélice, est engagé dès le 12 juillet 1943 à 8 h du matin. Quatorze pilotes accompagnent les bombardiers Pe-2 au-dessus de Khationki pour une attaque sur les lignes allemandes. Les combats aériens se poursuivent jusqu'au 28 juillet 1943. Ce jour-là, 30 Fw 190 sillonnent le secteur. Dix-sept victoires aériennes sont homologuées, payées d'un prix lourd : onze pilotes tombent, dont le commandant Jean Tulasne, disparu le 17 juillet 1943 dans la région d'Orel.

### Documentaires télévisés
- Koursk : 3e épisode de la série Les grandes batailles de la Seconde Guerre mondiale, sur National Geographic.